# Предел вдоль фильтра
Предел вдоль фильтра (предел по базису фильтра, предел по базе) — обобщение понятия предела.

## Определение фильтра
Пусть дано множество {\displaystyle X.} Непустая система {\displaystyle {\mathfrak {B}}} подмножеств множества {\displaystyle X} называется базисом фильтра (базой) множества {\displaystyle X}, если
- для любого {\displaystyle B\in {\mathfrak {B}}} выполнено {\displaystyle B\neq \varnothing ;}
- для любых {\displaystyle B_{1},B_{2}\in {\mathfrak {B}}} существует {\displaystyle B_{3}\in {\mathfrak {B}}} такое, что {\displaystyle B_{3}\subset B_{1}\cap B_{2}.}

## Определение предела
Везде далее {\displaystyle {\mathfrak {B}}} — базис фильтра (база) множества {\displaystyle X}.

### Предел числовой функции
Пусть {\displaystyle f:X\to \mathbb {R} }. Число {\displaystyle A\in \mathbb {R} } называется пределом функции {\displaystyle f} по базе {\displaystyle {\mathfrak {B}},} если
для любого {\displaystyle \varepsilon >0} существует {\displaystyle B\in {\mathfrak {B}}} такое, что для всех {\displaystyle x\in B} выполнено неравенство {\displaystyle |f(x)-A|<\varepsilon .}
Обозначение предела по базе: {\displaystyle \lim \limits _{\mathfrak {B}}f(x)=A.}

### Предел функции со значениями в метрическом пространстве
Пусть {\displaystyle (M,\rho )} — метрическое пространство и {\displaystyle f:X\to M}. Точка {\displaystyle a\in M} называется пределом функции {\displaystyle f} по базе {\displaystyle {\mathfrak {B}},} если
для любого {\displaystyle \varepsilon >0} существует {\displaystyle B\in {\mathfrak {B}}} такое, что для всех {\displaystyle x\in B} выполнено неравенство {\displaystyle \rho (f(x),a)<\varepsilon .}
Обозначение: {\displaystyle \lim \limits _{\mathfrak {B}}f(x)=a.}

### Предел функции со значениями в топологическом пространстве
Пусть {\displaystyle (M,{\mathcal {T}})} — топологическое пространство и {\displaystyle f\colon X\to M}. Точка {\displaystyle a\in M} называется пределом функции {\displaystyle f} по базе {\displaystyle {\mathfrak {B}},} если
для любой окрестности {\displaystyle V} точки {\displaystyle a} существует {\displaystyle B\in {\mathfrak {B}}} такое, что {\displaystyle f(B)\subset V}, то есть для всех {\displaystyle x\in B} выполняется включение {\displaystyle f(x)\in V}.
Обозначение: {\displaystyle \lim \limits _{\mathfrak {B}}f(x)=a.}
Замечание. Последнее «равенство» корректно использовать лишь в случаях, когда пространство {\displaystyle (M,{\mathcal {T}})} — хаусдорфово. Пределом функции со значениями в нехаусдорфовом пространстве могут быть сразу несколько различных точек (и, таким образом, нарушается теорема о единственности предела).

## Примеры

### Обычный предел
Пусть {\displaystyle (X,{\mathcal {T}})} — топологическое пространство, и {\displaystyle M\subset X.} Пусть {\displaystyle a\in M'.} Тогда система множеств
{\displaystyle {\mathfrak {B}}=\left\{M\cap {\dot {U}}\equiv M\cap U\setminus \{a\}\mid a\in U\in {\mathcal {T}}\right\}}
является базисом фильтра множества {\displaystyle M} и обозначается {\displaystyle M\ni x\to a} или просто {\displaystyle x\to a.} Предел функции по базе {\displaystyle x\to a} множества {\displaystyle M} называется пределом функции в точке {\displaystyle a} и обозначается записью {\displaystyle \lim \limits _{x\to a}f(x)}.

### Односторонние пределы
- Пусть {\displaystyle M\subset \mathbb {R} ,} и {\displaystyle a\in {\bigl (}M\cap (a,\infty ){\bigr )}'.} Тогда система множеств

{\displaystyle {\mathfrak {B}}=\{(a,a+\delta )\cap M\mid \delta >0\}}
является базисом фильтра и обозначается {\displaystyle x\to a+} или {\displaystyle x\to a+0.} Предел {\displaystyle \lim \limits _{x\to a+}f(x)} называется правосторонним пределом функции {\displaystyle f} при {\displaystyle x} стремящемся к {\displaystyle a.}
- Пусть {\displaystyle M\subset \mathbb {R} ,} и {\displaystyle a\in {\bigl (}M\cap (-\infty ,a){\bigr )}'.} Тогда система множеств

{\displaystyle {\mathfrak {B}}=\{(a-\delta ,a)\cap M\mid \delta >0\}}
является базисом фильтра и обозначается {\displaystyle x\to a-} или {\displaystyle x\to a-0.} Предел {\displaystyle \lim \limits _{x\to a-}f(x)} называется левосторонним пределом функции {\displaystyle f} при {\displaystyle x} стремящемся к {\displaystyle a.}

### Пределы на бесконечности
- Пусть {\displaystyle M\subset \mathbb {R} ,} и {\displaystyle \sup M=\infty .} Тогда система множеств

{\displaystyle {\mathfrak {B}}=\{M\cap (T,\infty )\mid T\in \mathbb {R} \}.}
является базисом фильтра и обозначается {\displaystyle x\to \infty } или {\displaystyle x\to +\infty .} Предел {\displaystyle \lim \limits _{x\to \infty }f(x)} называется пределом функции {\displaystyle f} при {\displaystyle x} стремящемся к бесконечности.
- Пусть {\displaystyle M\subset \mathbb {R} ,} и {\displaystyle \inf M=-\infty .} Тогда система множеств

{\displaystyle {\mathfrak {B}}=\{M\cap (-\infty ,T)\mid T\in \mathbb {R} \}.}
является базисом фильтра и обозначается {\displaystyle x\to -\infty .} Предел {\displaystyle \lim \limits _{x\to -\infty }f(x)} называется пределом функции {\displaystyle f} при {\displaystyle x} стремящемся к минус-бесконечности.

### Предел последовательности
Система множеств {\displaystyle {\mathfrak {B}}=\{B_{n}\}_{n=1}^{\infty },} где
{\displaystyle B_{n}=\{n,n+1,n+2,\ldots \}\quad n\in \mathbb {N} ,}
является базисом фильтра и обозначается {\displaystyle n\to \infty .} Функция {\displaystyle n\in \mathbb {N} \mapsto f_{n}\in \mathbb {R} } называется числовой последовательностью, а предел {\displaystyle \lim \limits _{n\to \infty }f_{n}} пределом этой последовательности.

### Интеграл Римана
Пусть {\displaystyle f\colon [a,b]\subset \mathbb {R} \to \mathbb {R} .} Назовём размеченным разбиением отрезка {\displaystyle [a,b]} пару {\displaystyle T=(\{a=x_{0},x_{1},\cdots ,x_{n-1},x_{n}=b\},\{\xi _{1},\xi _{2},\cdots ,\xi _{n}\}),} такую, что {\displaystyle \forall i\in \{1,\cdots ,n\}\ \ x_{i-1}<x_{i}\land \xi _{i}\in [x_{i-1},x_{i}].} Назовём диаметром разбиения {\displaystyle T} число {\displaystyle d(T)=\max \limits _{i\in \{1,\ldots ,n\}}(x_{i}-x_{i-1}).} Тогда система множеств {\displaystyle {\mathfrak {B}}=\{B_{\delta }\}_{\delta >0},} где
{\displaystyle B_{\delta }=\{T\in {\mathfrak {T}}\mid d(T)<\delta \}}
является базисом фильтра в пространстве {\displaystyle {\mathfrak {T}}} всех размеченных разбиений {\displaystyle [a,b].} Определим функцию {\displaystyle S_{f}:{\mathfrak {T}}\to \mathbb {R} } равенством
{\displaystyle S_{f}(T)=\sum \limits _{i=1}^{n}f(\xi _{i})(x_{i}-x_{i-1}),\quad T\in {\mathfrak {T}}.}
Тогда предел {\displaystyle \lim \limits _{\mathfrak {B}}S_{f}(T)} называется интегралом Римана функции {\displaystyle f} на отрезке {\displaystyle [a,b].}